# Alain Casanova
Alain Casanova (ur. 18 września 1961 w Clermont-Ferrand) – francuski piłkarz występujący na pozycji bramkarza, trener piłkarski.
Podczas kariery piłkarskiej grał w INF Vichy, Le Havre AC, Olympique Marsylia i Toulouse FC.
Był trenerem następujących klubów: Toulouse FC (2008–2015 i 2018–2019), RC Lens (2016–2017) i FC Lausanne-Sport (2022).